# Ferdinando Bruni
Ferdinando Bruni (Gavirate, 23 giugno 1952) è un attore teatrale, regista teatrale, drammaturgo e traduttore italiano.

## Biografia
Ferdinando Bruni nasce a Gavirate, in provincia di Varese, il 23 giugno 1952. È un attore, regista, scenografo, costumista e traduttore italiano. Dopo essersi trasferito a Milano per studiare Storia dell'arte all'Università degli Studi, entra in contatto con alcuni allievi della scuola del Piccolo Teatro, oggi Civica Scuola di Teatro Paolo Grassi, e decide di frequentare il corso per registi grazie al quale ha l'opportunità di conoscere Gabriele Salvatores. 
Nel 1973 Bruni e Salvatores, insieme, fondano il Teatro dell’Elfo, una compagnia di giovani artisti, non ancora professionisti, che trova la sua collocazione nel panorama milanese proponendo un teatro politico, sociale e popolare. Il primo spettacolo del quale Bruni è interprete e costumista, mentre Salvatores ne cura la regia, è Zumbì. Ballata di vita e di morte della gente di Palmares di Augusto Boal e Gianfrancesco Guarnieri che debutta il 13 marzo 1973 al Centro di Ricerca Culturale Lepetit.
Durante i primi dieci anni di attività del Teatro dell’Elfo, Bruni si forma come attore partecipando a molte produzioni della compagnia dirette da Salvatores tra cui: Woyzeck di Georg Büchner; Bertoldo a corte di Massimo Dursi; 1789, scene della rivoluzione francese di Ariane Mnouchkine; Pinocchio bazaar e Satyricon, in occasione dei quali si dedica anche all'aspetto drammaturgico e il Sogno di una notte d'estate nella versione musical rock che diventerà uno degli spettacoli cult dell'Elfo.
Il 1983 è un anno decisivo nella sua carriera: Bruni firma la sua prima regia. Si tratta di un musical dal titolo The Fantasticks di Schmidt e Jones per il quale cura anche scene e costumi. Nello stesso anno progetta la scenografia e i costumi di Nemico di classe di Nigel Williams, prima regia di Elio De Capitani. Ha inizio così un fortunato sodalizio artistico che lega indissolubilmente i destini di Bruni e De Capitani: nel 1984 De Capitani dirige Bruni in Visi noti, sentimenti confusi di Botho Strauß e ne Il lago, testo tratto da Čechov; nel 1988 ne Il Servo di Maugham e ne I creditori di Strindberg; nel 1990 ne Il Risveglio di Primavera di Wedekind; nel 1993 in Decadenze e in Alla greca di Berkoff. Non solo: in occasione dell'allestimento de L'Isola di Athol Fugard, Bruni e De Capitani inaugurano una felice consuetudine, piuttosto rara nell'ambito teatrale: la regia a quattro mani. Determinante in questo senso è l'incontro dei due con Rainer Werner Fassbinder, che influenza profondamente il loro modo di fare teatro e diventa a pieno titolo uno dei protagonisti del repertorio della compagnia tanto che nel 2002, in occasione del ventennale della sua scomparsa, decidono di dedicargli un Festival dal titolo L'anarchia dell'immaginazione, in collaborazione con il Goethe-Institut Inter Nationes. Il primo spettacolo che scelgono di mettere in scena è Le amare lacrime di Petra von Kant che debutta il 25 novembre 1988 con Ida Marinelli protagonista. Straniamento e immedesimazione, due metodi in antitesi per antonomasia, si intrecciano in questo allestimento svelando al contempo l'artificiosità del meccanismo teatrale senza precludere l'adesione emotiva dello spettatore. Si tratta di una tappa fondamentale nel percorso artistico dei registi che influenza non solo i lavori successivi su Fassbinder (La bottega del caffè nel 1991 e I rifiuti, la città e la morte nel 1998 seguito da Come gocce su pietre roventi nel 2005, che Bruni firma da solo) ma tutta la drammaturgia contemporanea alla quale la compagnia si dedica in particolare a partire dagli anni novanta.
Nel 1992 il Teatro dell'Elfo si unisce al Teatro di Porta romana dando vita a un grande teatro stabile: Teatridithalia, del quale Bruni, insieme a De Capitani, è direttore artistico. Lo spettacolo inaugurale è Resti umani non identificati e la vera natura dell'amore di Brad Fraser, il testo ambientato a Milano, con le musiche di Vasco Rossi e di Patti Smith, costituisce l'occasione per Bruni di lavorare con Francesco Frongia, che si occupa della realizzazione dei video e con il quale, a partire da questo momento, instaura una proficua collaborazione.
Successi personali del Bruni attore di questi anni sono: l’Amleto di William Shakespeare nel 1995; il Caligola di Albert Camus nel 1997; Oreste nell’Orestea di Eschilo nel 1999-2000; il difficile doppio ruolo ne I due gemelli veneziani di Carlo Goldoni nel 2001; sdisOrè di Giovanni Testori nel 2003, dove forse raggiunge la sua maturità artistica attoriale: “Il bravissimo Ferdinando Bruni tuttofare. Diretto da Francesco Frongia nella costruzione di uno dei culmini della sua carriera che si stacca dagli ormai numerosi modelli di repertorio…”; il ‘Matto’, ruolo comico che fu di Dario Fo in Morte accidentale di un anarchico, nel 2002 e Shylock ne Il mercante di Venezia di William Shakespeare nel 2003. Alastair Macauley sul “Financial Times” del 21 aprile 1999 scrive di Bruni interprete di Amleto: “[…] domina il dramma come a pochi Amleti sia mai riuscito; e lo fa con la sola forza della mente. Solo stando fermo emana energia. […] È esile ma elegante e assolutamente sicuro di sé; la sua voce un cupo, incisivo, duttile basso-baritono. Ascoltandolo restiamo avvinti al pensiero di Amleto; e l'intero spettacolo trova la sua ragion d'essere”.
Con Frongia nel 2005 mette in scena la Tempesta di Shakespeare, nella quale, solo sul palcoscenico nelle vesti di Prospero, Bruni dà vita e voce a una schiera di personaggi-marionette; la direzione a quattro mani prosegue con L'ignorante e il folle di Thomas Bernhard nel 2008, L'ultima recita di Salomè, tratto da Oscar Wilde, nel 2011 e il fantasmagorico Alice underground nel 2012, un cartoon teatrale per il quale Bruni realizza 300 acquerelli, animati poi da Frongia. Nel frattempo Bruni si dedica anche ai classici: Il giardino dei ciliegi nel 2006, vincitore di due Premi Persefone 2008 (Miglior scenografia e Miglior attore coprotagonista), Romeo e Giulietta che debutta nel 2008 in prima nazionale al 60º Festival Shakespeariano, nella suggestiva cornice del Teatro di Verona e Racconto d'inverno, un testo shakespeariano poco frequentato, in cui Bruni e De Capitani sono registi e protagonisti. Nel 2009, insieme a Elio De Capitani, dirige nuovamente una delle più riconosciute attrici italiane, Mariangela Melato, ne L'Anima buona di Sezuan di Bertolt Brecht, prodotta dal Teatro Stabile di Genova. La collaborazione con Melato inizia infatti nel 1993 a Spoleto con il Tram che si chiama desiderio di Tennessee Williams per la regia di De Capitani, di cui Bruni firma scene e costumi, per poi proseguire nel 1996 con Tango Barbaro di Copi con la regia di Bruni e De Capitani, autori anche di scene e costumi, che vede l'attrice al fianco di Toni Servillo.
Il 6 marzo 2010 il Teatro dell'Elfo abbandona la sala di via Ciro Menotti, che li ha ospitati dal 1979, e approda al Teatro Elfo Puccini, un multisala dotato di tre sale che consente ai due direttori artistici di pensare ad una programmazione diversificata. Scelgono di inaugurare la nuova casa con l'edizione integrale di Angels in America di Tony Kushner, una maratona di circa sette ore (le due parti di cui consta l'epopea Si avvicina il millennio e Perestroika debuttano singolarmente, l'una a Modena nel 2007 e l'altra a Milano nel 2009). Si tratta di un'opera nata per il palcoscenico che negli Stati Uniti diventa una serie televisiva di grande successo, prodotta da HBO, con attori del calibro di Al Pacino, Meryl Streep e Emma Thompson. “Bruni e De Capitani subiscono la fascinazione di un testo capace di parlare della realtà contemporanea pur essendo estremamente teatrale: in un'epoca in cui la pellicola cinematografica sembra essere l'unico strumento in grado di affrontare tematiche sociali e di costume, pur inserite all'interno di un impianto spettacolistico e pertanto accattivante per il pubblico, Angels in America compie «il tentativo di scardinare queste forme, di aprire il quotidiano all'epico e al visionario». L'allestimento fa incetta di premi: premio per la Regia Associazione Nazionale Critici di Teatro (ANCT) 2007, premio Ubu 2007 (come miglior attore non protagonista Elio De Capitani e miglior attore under 30 Umberto Petranca), premio Hystrio 2008 alla regia; il 10 settembre 2008 lo spettacolo ottiene due premi ETI - Olimpici del Teatro 2008: miglior regia e miglior spettacolo di prosa; premio Ubu 2010 a Ida Marinelli come attrice non protagonista in Perestroika.
La passione per la drammaturgia contemporanea e l'interesse per il campo cinematografico dominano le scelte drammaturgiche di Bruni che, nella primavera del 2010, propone al pubblico Shopping and Fucking di Mark Ravenhill (il primo incontro con questo autore risale al 2000 quando si dedica all'allestimento di Bagaglio a mano); nel 2010 mette in scena insieme a De Capitani The history boys di Alan Bennett che si aggiudica tre premi Ubu (migliore spettacolo dell'anno, miglior attrice non protagonista a Ida Marinelli, nuovo attore under 30 al gruppo degli otto ragazzi) e il premio Le Maschere del Teatro Italiano (ex Premio ETI - Gli Olimpici del Teatro) per la categoria miglior regia; nel 2012 è protagonista di Rosso, bestseller del teatro americano contemporaneo, nel quale interpreta il pittore Mark Rothko, diretto da Frongia; nel 2013 è la volta di Frost/Nixon di Peter Morgan, regia a quattro mani con Elio De Capitani, che racconta la confessione dell'ex presidente sullo scandalo del Watergate (premio Ubu 2014 come miglior testo straniero rappresentato in Italia); ed infine Il vizio dell’arte di Alan Bennett, uno spettacolo che Bruni e Frongia realizzano insieme nel 2014, nel quale Bruni interpreta un ormai anziano Benjamin Britten che, nella fantasia dell'autore, incontra dopo vent'anni l'amico Wystan Hugh Auden, interpretato da De Capitani.
Nel 2015 inaugura una stagione di letture sceniche con Il fantasma di Canterville di Oscar Wilde, mentre nel 2016 mette in scena e illustra Il racconto di Natale di Charles Dickens in un’evocativa atmosfera tra sogno e allucinazione.
Nel 2017 Una serie di stravaganti vicende: teatro, poesia e immagini in un omaggio a Edgar Allan Poe firmato con Francesco Frongia e Teho Teardo.
Nel 2018 torna a Oscar Wilde con la lettura delle sue Fiabe e nel 2019 in Amami o sposerò un millepiedi con Ida Marinelli legge il carteggio d’amore e arte tra Anton Čechov e Olga Knipper.
Nello stesso anno dirige insieme a Frongia un’opera poco rappresentata in Italia: Mr Pùntila e il suo servo Matti di Bertolt Brecht. Un ricco cast e una scelta registica corale danno spazio a tutto il potenziale comico e grottesco del testo che lo stesso Bruni nei panni del protagonista, Mr Pùntila, con una connotazione fisica ispirata alle caricature dell’epoca di Weimar, riesce abilmente ad esaltare.
La coppia registica Bruni/Frongia continua poi ad investigare la figura e l’opera di Oscar Wilde, con due spettacoli di successo di cui firma anche le scene e i costumi.
Il primo, Atti osceni - I tre processi di Oscar Wilde di Moisès Kaufman, che debutta al Festival dei Due Mondi di Spoleto nel luglio del 2017, racconta i tre processi che coinvolsero Oscar Wilde nel 1895, portando alla luce i vizi e l’ipocrisia della società vittoriana e restituisce all’autore irlandese tutta la sua grandezza di artista e di intellettuale. Il secondo invece è un grande classico: L’importanza di chiamarsi Ernesto, l’opera più famosa di Wilde, una ‘commedia frivola per gente seria’ come la definisce l’autore che, nella messa in scena dell’Elfo, trascina il pubblico con la sua graffiante ironia e con il virtuosismo funambolico dei suoi dialoghi.
Nel 2017 Afghanistan: Il grande gioco, prima parte dell’epopea che, dopo il debutto della seconda parte Enduring freedom, al Napoli Teatro Festival nell’estate del 2018, in quella stessa occasione verrà presentata in versione integrale: una struttura in due parti che evoca gli ‘angeli’ di Tony Kushner. Entrambi gli spettacoli vengono poi inseriti nel cartellone 2018/2019 del Teatro Elfo Puccini. Due spettacoli che attraversano due secoli per raccontare i complessi rapporti tra l’Occidente e l’Asia Centrale. Un viaggio avventuroso, crudele e poetico lungo la storia dell’Afghanistan. Bruni di nuovo con De Capitani ne cura la regia.
Nello stesso anno torna a collaborare con De Capitani con cui dirige Lo strano caso del cane ucciso a mezzanotte tratto dal best seller di Mark Haddon (adattamento teatrale dell’autore inglese Simon Stephens). È uno spettacolo fortemente empatico, in cui i disegni di Bruni, animati da Frongia, creano un contrappunto efficace e coinvolgente alle vicende del giovane Cristopher, un quindicenne con la sindrome di Asperger.
Dopo più di 10 anni dal debutto italiano di Angels in America, nel 2019 il Teatro dell’Elfo riporta sulle scene Si avvicina il millennio e Perestroika le due parti che compongono questo grande affresco dell’America di oggi in un nuovo allestimento e un rinnovato cast, volti nuovi ma anche attori storici della compagnia. Come allora, Bruni in sodalizio con De Capitani alla regia.
Dopo Oreste, Fedra e Alcesti nel 2020 con Frongia affronta un altro mito greco, Edipo, nello spettacolo Verso Tebe. Variazioni su Edipo. Una vera e propria immersione nei testi che, nelle varie epoche, hanno riletto la tragedia edipica: da Sofocle a Seneca, da John Dryden e Nathaniel Lee a Hugo von Hofmannsthal e Thomas Mann, Jean Cocteau e Steven Berkoff. Uno spettacolo/concerto denso, potente e corale in cui Bruni ricopre vari ruoli, tra cui quello della Sfinge nel quale risaltano le sue notevoli qualità interpretative.
In apertura della stagione 2020/2021, con Diplomazia di Cyril Gely, Bruni e De Capitani, rispettivamente nei panni del console svedese Raoul Nordling e del generale nazista Dieter Von Choltiz, protagonisti di uno dei momenti più tragici della seconda guerra mondiale, tornano a confrontarsi sul palco del Teatro Elfo Puccini in un emozionante e serrato duello verbale.
Un altro testo di Moisés Kaufman e del suo gruppo, il Tectonic Theater, per continuare a indagare le ombre dell’animo umano e il lato oscuro dell’America più profonda. Ne Il seme della violenza – The Laramie project si parla di un giovane studente statunitense, Matthew Shepard, ucciso barbaramente dall’odio omofobico. Bruni è in scena e, insieme a Frongia, cura anche la regia, le scene e i costumi. Lo spettacolo debutta con successo al Napoli Teatro Festival nel luglio 2020 ed è inserito nella stagione 2020-2021 del Teatro Elfo Puccini.
A febbraio 2021 Bruni è protagonista insieme a Ida Marinelli del nuovo e originale progetto video di Francesco Frongia: È tanto che non bevo champagne, (ispirato alla lettura scenica Amami o sposerò un millepiedi), un omaggio visivo e virtuale alla storia d’amore tra Anton Čechov e Olga Knipper.
Parallelamente al teatro di prosa Bruni nel corso della sua carriera si dedica con costanza anche al teatro musicale: The English Cat di Henze per il Teatro Comunale di Bologna nel 1984; Cyrano di Tutino per il Teatro Comunale di Alessandria nel 1985; Le vaisseau fantôme di Wagner per i Teatri di Montpellier e di Lyon e per il Teatro San Carlo di Napoli nel 1987; Les brigands di Offenbach per l'Opéra de Lyon e L'amour des trois oranges di Prokofiev per l'Opéra de Lyon e il Festival di Aix en Provence nel 1988; La fille du régiment di Gaetano Donizetti per il Teatro Comunale di Bologna e il Teatro San Carlos di Lisbona nel 1989; Les trois souhaits di Martinu per l'Opéra de Lyon nel 1990; Passeport musical pour Paris di Albouker-Rostropovich per il Festival di Evian nel 1991; Don Giovanni di Mozart per L'Opera de Nice nel 1992; Zarzuela! di Carrière e autori vari per il Festwochen di Vienna e il Festival d'Avignon nel 1992. Nel 2007 per il Circuito Lirico Lombardo firma scene e costumi de Il Giro di Vite di Benjamin Britten per la regia di De Capitani, per il quale firma anche i costumi di La Vera Costanza di Franz Joseph Haydn al Teatro Real di Madrid. Nel novembre 2008 al Teatro Ponchielli di Cremona firma regia, scene e costumi della Carmen di Georges Bizet, prodotta dal Circuito Lirico Lombardo mentre il 23 marzo 2009 è la voce recitante della nuova creazione di Fabio Vacchi, Prospero, o dell'armonia, melologo dalla Tempesta di Shakespeare, di cui cura anche il testo, un successo con la Filarmonica della Scala diretta da Riccardo Chailly.
Nel 2016, sempre al Teatro Ponchielli insieme a De Capitani cura il nuovo allestimento e la regia di A midsummer night’s dream, opera in tre atti di Benjamin Britten in una coproduzione con Teatri di OperaLombardia.

## Vita privata
Bruni dal 22 novembre 2016 è unito civilmente al regista Francesco Frongia.

## Teatro di prosa

### Attore
- Zumbì, ballata di vita e di morte della gente di Palmares di Augusto Boal e Gianfrancesco Guarnieri, regia di Gabriele Salvatores (1973)
- Woyzeck di Georg Büchner, regia di Gabriele Salvatores (1973)
- Bertoldo a corte di Massimo Dursi, regia di Gabriele Salvatores (1974)
- Pulcinella nel giardino delle meraviglie, testo collettivo, regia di Gabriele Salvatores (1975)
- 1789, scene della rivoluzione francese di Ariane Mnouchkine (1975)
- Pinocchio bazaar di Ferdinando Bruni, Antonio Catania, Elio De Capitani e Gabriele Salvatores, da Carlo Collodi, regia di Gabriele Salvatores (1977)
- Le mille e una notte, testo collettivo, regia di Gabriele Salvatores (1977)
- Satyricon di Ferdinando Bruni, da Petronio Arbitro, regia di Gabriele Salvatores (1979)
- Volpone di Ben Jonson, regia di Gabriele Salvatores (1979)
- Dracula il vampiro di Elio De Capitani, Ida Marinelli e Gabriele Salvatores da Bram Stoker, regia di Gabriele Salvatores (1979)
- Il gioco degli dei di Ferdinando Bruni e Gabriele Salvatores, liberamente tratto dall'Odissea di Omero e da 2763 romanzi e fumetti di fantascienza, regia di Gabriel Salvatores (1980)
- Sogno di una notte d'estate, Un musical da William Shakespeare di Gabriele Salvatores, regia di Gabriele Salvatores (1981)
- Sognando una sirena con i tacchi a spillo (Il gioco degli dei) di Ferdinando Bruni e Gabriele Salvatores, regia di Gabriele Salvatores (1984)
- Visi noti sentimenti confusi di Botho Strauss, regia di Elio De Capitani (1984)
- L'isola di Athol Fugard, regia di Ferdinando Bruni e Elio De Capitani (1985)
- Il lago di Elio De Capitani, liberamente ispirato a Lesij di A. Čechov, regia di Elio De Capitani (1986)
- Il servo di Robin Maugham, regia di Elio De Capitani (1986)
- Doppio senso di Elio De Capitani, regia di Elio De Capitani (1987)
- La danza immobile di Cristina Crippa, regia di Elio De Capitani (1989)
- Quartetto di Heiner Müller, regia di Ferdinando Bruni (1989)
- Una stagione all'inferno di Arthur Rimbaud, regia di Ferdinando Bruni (1990)
- Risveglio di Primavera di Frank Wedekind, regia di Elio De Capitani (1991)
- La bottega del caffè da Carlo Goldoni di Rainer Werner Fassbinder, regia di Ferdinando Bruni e Elio De Capitani (1991)
- Decadenze di Steven Berkoff, regia di Elio De Capitani (1993)
- Alla greca, uno studio di Elio De Capitani di Steven Berkoff (1993)
- La tragedia di Amleto principe di Danimarca di William Shakespeare, regia di Elio De Capitani (1994)
- Amleto di William Shakespeare, regia di Elio De Capitani (1995)
- Caligola di Albert Camus, regia di Elio De Capitani (1997)
- Sogno di una notte di mezza estate di William Shakespeare, regia di Elio De Capitani (1997)
- Papà respiro addio, testi di Allen Ginsberg, regia di Ferdinando Bruni (1997)
- I rifiuti, la città e la morte, uno studio di Ferdinando Bruni e Elio De Capitani, di Rainer Werner Fassbinder (1998)
- Coefore – Orestiade di Eschilo, secondo Pier Paolo Pasolini, regia di Elio De Capitani (1999)
- Edoardo II di Christopher Marlowe, regia di Ferdinando Bruni e Elio De Capitani (2000)
- Bagaglio a mano di Mark Ravenhill, uno studio di Ferdinando Bruni (2000)
- Orestea – Eumenidi, Appunti per un'Orestiade italiana, di Eschilo secondo Pier Paolo Pasolini, regia di Elio De Capitani (2000)
- I due gemelli veneziani di Carlo Goldoni, regia di Elio De Capitani (2001)
- La costruzione di un amore, regia di Francesco Frongia (2001)
- Alcesti di Agnese Grieco da Euripide, regia di Agnese Grieco (2002)
- Morte accidentale di un anarchico di Dario Fo, regia di Ferdinando Bruni e Elio De Capitani (2002)
- Sdisorè di Giovanni Testori, regia di Francesco Frongia (2003)
- Il mercante di Venezia di William Shakespeare, regia di Elio De Capitani (2003)
- Come gocce su pietre roventi, commedia pseudo tragica di Rainer Werner Fassbinder, uno spettacolo di Ferdinando Bruni (2005)
- La tempesta di William Shakespeare, uno spettacolo di Ferdinando Bruni e Francesco Frongia (2005)
- Il giardino dei ciliegi di Anton Čechov, uno spettacolo di Ferdinando Bruni (2006)
- Cuore a nudo, un concerto per Milano, regia di Francesco Frongia (2006)
- L'ignorante e il folle, uno spettacolo di Ferdinando Bruni e Francesco Frongia (2008)
- Shopping and Fucking di Mark Ravenhill, regia di Ferdinando Bruni (2010)
- Racconto d'inverno di William Shakespeare, regia di Ferdinando Bruni e Elio De Capitani (2010)
- L'ultima recita di Salomè da Oscar Wilde, uno spettacolo di Ferdinando Bruni e Francesco Frongia (2011)
- Rosso di John Logan, regia Francesco Frongia (2012)
- Alice underground da Lewis Carroll, uno spettacolo scritto, diretto e disegnato da Ferdinando Bruni e Francesco Frongia (2012)
- Frost/Nixon di Peter Morgan, uno spettacolo di Ferdinando Bruni e Elio De Capitani (2013)
- Il vizio dell'arte di Alan Bennet, uno spettacolo di Ferdinando Bruni e Francesco Frongia (2014)
- Il fantasma di Canterville di Oscar Wilde, lettura scenica di Ferdinando Bruni (2015)
- Il racconto di Natale di Charles Dickens, lettura scenica di Ferdinando Bruni (2016)
- Una serie di stravaganti vicende da Edgar Allan Poe, uno spettacolo di Ferdinando Bruni e Francesco Frongia (2017)
- Mr Pùntila e il suo servo Matti di Bertolt Brecht, regia di Ferdinando Bruni e Francesco Frongia (2018)
- Fiabe di Oscar Wilde, lettura scenica di Ferdinando Bruni (2018)
- Amami o sposerò un millepiedi, uno spettacolo di Ferdinando Bruni e Ida Marinelli (2019)
- Il seme della violenza – The Laramie project di Moisés Kaufman, regia di Ferdinando Bruni e Francesco Frongia (2020)
- Verso Tebe. Variazioni su Edipo, uno spettacolo di Ferdinando Bruni e Francesco Frongia (2020)
- Diplomazia di Cyril Gely, regia di Elio De Capitani e Francesco Frongia (2020)
- È tanto che non bevo champagne. Dieci quadri per una lontananza, regia di Francesco Frongia (2021)
- Edipo re. Una favola nera, uno spettacolo di Ferdinando Bruni e Francesco Frongia (2022)
- Kaddish di Allen Ginsberg, regia di Francesco Frongia (2022)
- Amadeus di Peter Shaffer, uno spettacolo di Ferdinando Bruni e Francesco Frongia (2025)

### Regista
- Fantasticks di Thomas Jones e Harvey Schmidt (1983)
- L'isola di Athol Fugard, regia a quattro mani con Elio De Capitani (1985)
- Le amare lacrime di Petra von kant di Rainer Werner Fassbinder, regia a quattro mani con Elio De Capitani (1988)
- Quartetto di Heiner Müller (1989)
- Leonce e Lena di Georg Büchner (1990)
- Una stagione all'inferno di Arthur Rimbaud (1990)
- La bottega del caffè da Carlo Goldoni di Rainer Werner Fassbinder, regia a quattro mani con Elio De Capitani (1991)
- Resti umani non identificati e la vera natura dell'amore di Brad Fraser, regia a quattro mani con Elio De Capitani (1992)
- Capodanno di Copi (1995)
- Madame De Sade di Yukio Mishima (1997)
- Papà respiro addio, testi di Allen Ginsberg (1997)
- I rifiuti, la città e la morte, uno studio a quattro mani con Elio De Capitani, di Rainer Werner Fassbinder (1998)
- Fedra di Agnese Grieco, da Euripide, Seneca, Ovidio (1998)
- Edoardo II di Christopher Marlowe, regia a quattro mani con Elio De Capitani (2000)
- Bagaglio a mano di Mark Ravenhill (2000)
- Lo zoo di vetro di Tennessee Williams (2001)
- Morte accidentale di un anarchico di Dario Fo, regia a quattro mani con Elio De Capitani (2002)
- Come gocce su pietre roventi, commedia pseudo tragica di Rainer Werner Fassbinder (2005)
- La tempesta di William Shakespeare, regia a quattro mani con Francesco Frongia (2005)
- Il giardino dei ciliegi di Anton Čechov (2006)
- Angels in America – si avvicina il millennio, regia a quattro mani con Elio De Capitani (2007)
- L'ignorante e il folle, uno spettacolo di Ferdinando Bruni e Francesco Frongia (2008)
- Romeo e Giulietta di William Shakespeare (2008)
- Angels in America Parte II Perestroika, regia a quattro mani con Elio De Capitani (2010)
- Shopping and Fucking di Mark Ravenhill (2010)
- Racconto d'inverno di William Shakespeare, regia a quattro mani con Elio De Capitani (2010)
- The History boys di Alan Bennet, regia a quattro mani con Elio De Capitani (2010)
- L'ultima recita di Salomè da Oscar Wilde, regia a quattro mani con Francesco Frongia (2011)
- Alice underground da Lewis Carroll, regia a quattro mani con Francesco Frongia (2012)
- Frost/Nixon di Peter Morgan, regia a quattro mani con Elio De Capitani (2013)
- Il vizio dell'arte di Alan Bennet, uno spettacolo di Ferdinando Bruni e Francesco Frongia (2014)
- Il fantasma di Canterville di Oscar Wilde, lettura scenica di Ferdinando Bruni (2015)
- Il racconto di Natale di Charles Dickens, lettura scenica di Ferdinando Bruni (2016)
- Una serie di stravaganti vicende da Edgar Allan Poe, uno spettacolo di Ferdinando Bruni e Francesco Frongia (2017)
- Mr Pùntila e il suo servo Matti di Bertolt Brecht, regia di Ferdinando Bruni e Francesco Frongia (2018)
- Afghanistan: Il grande gioco, regia di Ferdinando Bruni e Elio De Capitani (2017)
- Afghanistan: Enduring freedom, regia di Ferdinando Bruni e Elio De Capitani (2018)
- Amami o sposerò un millepiedi, uno spettacolo di Ferdinando Bruni e Ida Marinelli (2019)
- Atti osceni – I tre processi di Oscar Wilde di Moisés Kaufman, regia di Ferdinando Bruni e Francesco Frongia (2017)
- L’importanza di chiamarsi Ernesto di Oscar Wilde, regia di Ferdinando Bruni e Francesco Frongia (2017)
- Lo strano caso del cane ucciso a mezzanotte di Simon Stephens dal romanzo di Mark Haddon, regia di Ferdinando Bruni e Elio De Capitani (2018)
- Angels in America – Si avvicina il millennio e Perestroika regia a quattro mani con Elio De Capitani (Edizione rinnovata 2019)
- Il seme della violenza – The Laramie project di Moisés Kaufman, regia di Ferdinando Bruni e Francesco Frongia (2020)
- Verso Tebe. Variazioni su Edipo, uno spettacolo di Ferdinando Bruni e Francesco Frongia (2020)
- Tre donne alte di Edward Albee (2022)
- Edipo re. Una favola nera, regia a quattro mani con Francesco Frongia (2022)
- Re Lear di William Shakespeare, regia a quattro mani con Francesco Frongia (2023)
- Peter Pank. Tutta la verità su Peter Pan, regia a quattro mani con Francesco Frongia (2024)
- Amadeus di Peter Shaffer, regia a quattro mani con Francesco Frongia (2025)

## Teatro lirico
- The English Cat di H.W.Henze (1984) costumi
- Cyrano di M. Tutino (1985) costumi
- Le vaisseau fantôme di R.Wagner (1987) costumi
- Les brigands di J.Offenbach (1988) costumi
- L'amour des trois oranges di S.Prokofiev (1988) costumi
- La fille du régiment di G. Donizetti (1989) costumi
- Les trois souhaits di B.Martinu (1990) costumi
- Passeport musical pour Paris di Albouker-Rostropovich (1991) scene e costumi
- Don Giovanni di W.A.Mozart (1992) costumi
- Zarzuela! di J.C.Carrière e autori vari (1992) costumi
- The turn of the screw di B. Britten (2007) costumi
- Carmen di G. Bizet (2008) regia, scene e costumi
- La Vera Costanza di F.J.Haydn (2009) costumi
- A midsummer night’s dream di Benjamin Britten, regia di Ferdinando Bruni e Elio De Capitani (2016)

## Traduzioni
- Nella solitudine dei campi di cotone di B.M. Koltès (Ubulibri)
- Una stagione all'inferno di A. Rimbaud
- La bottega del caffè di R.W. Fassbinder
- Perestroika di T. Kushner (Ubulibri)
- Bagaglio a mano di M. Ravenhill (Sedizioni-diego dejaco)
- Madame de Sade di Y. Mishima
- La Tempesta di W. Shakespeare
- Il Giardino dei ciliegi di A. Cechov (coll. Rosa Molteni Grieco)
- Edoardo II di C. Marlowe
- Il mercante di Venezia di W. Shakespeare
- Romeo e Giulietta di W. Shakespeare
- L'anima buona del Sezuan di B. Brecht (con Elio de Capitani)
- Il Racconto d'Inverno di W. Shakespeare (con Elio de Capitani)
- Salomè di O.Wilde (con Francesco Frongia)
- Il Vizio dell'Arte di A. Bennett
- Mr Pùntila e il suo servo Matti di Bertolt Brecht
- Otello di William Shakespeare
- L’importanza di essere Ernesto di Oscar Wilde

## Drammaturgia
- Verso Tebe. Variazioni su Edipo (con Francesco Frongia)